# Spirito critico
Lo spirito critico (dal greco κριτικός "che discerne") è un atteggiamento riflessivo proprio di chi non accetta nessuna affermazione senza interrogarsi sulla sua validità e che considera una proposizione come vera solo quando è stata verificata, dove possibile, o quantomeno attentamente considerata. Il suo opposto è la superficialità.